# Liverpool (Schiff, 1938)
Die HMS Liverpool (C11) war ein Leichter Kreuzer der Town-Klasse (Gloucester-Gruppe), der in den 1930er-Jahren für die Royal Navy gebaut wurde.

## Geschichte
Die Town-Klasse als Antwort auf die leichten Kreuzer der amerikanischen Brooklyn-Klasse und die der japanischen Mogami-Klasse bestand aus drei Varianten mit insgesamt zehn Schiffen. Diese Schiffe waren eher für den Flotteneinsatz als für den Handelsschutz bestimmt, für den ihre Vorgänger konzipiert worden waren. Die Klasse stellte eine erhebliche Verbesserung sowohl in der Bewaffnung als auch in der Panzerung dar. Die Liverpool gehörte zusammen mit der Gloucester und der Manchester zu drei Kreuzern, die nach einem leicht überarbeiteten Entwurf bestellt wurden, der als Liverpool- oder Type-II-Unterklasse bezeichnet wurde. Die im Rahmen des Programms von 1935 in Auftrag gegebene Liverpool wurde am 17. Februar 1936 in Govan auf Kiel gelegt und am 24. März 1937 von Priscilla Norman, der Ehefrau des Gouverneurs der Bank of England Montagu Norman, vom Stapel gelassen. Nach ihrer Indienststellung am 2. November 1938 wurde die Liverpool der East Indies Station unter dem Kommando von Kapitän Arthur Duncan Read zugeteilt. Vor dem Einsatz besuchte der Kreuzer im Januar 1939 den Hafen seines Namensgebers. Das Liverpool Woman’s Service Bureau überreichte dem Kreuzer einen Union Jack und eine britische Seekriegsflagge, während die Stadtverwaltung der Besatzung „drei Paar Kerzenständer, einen Silberbecher und zwei Signalhörner“ schenkte. Die Besatzung der Liverpool hatte bereits eine silberne Glocke und einen silbernen Teller erhalten, die ursprünglich im Besitz ihres Vorgängers gewesen waren.

### East Indies und China station (1939–1940)
Vor der Abreise nach Indien wurde die Liverpool zwei Monate lang im Mittelmeer auf ihren Einsatz vorbereitet, wo unter anderem Maschinendefekte behoben wurden. Zu Beginn des Zweiten Weltkriegs gehörte die Liverpool zum 4. Kreuzergeschwader, das sie im November verließ, um zum 5. Kreuzergeschwader, der China Station, zu wechseln. Während dieser Zeit wurde die Liverpool in einen diplomatischen Zwischenfall verwickelt, als sie am 21. Januar 1940 das japanische Passagierschiff Asama Maru festsetzte. Aufgrund von Berichten, wonach deutsche Seeleute in den Vereinigten Staaten einen Transport nach Deutschland arrangiert hatten, ermächtigte die britische Regierung den Oberbefehlshaber der China Station, Admiral Percy Noble, ein Kriegsschiff anzuweisen, das japanische Schiff zu stoppen und verdächtige Passagiere festzunehmen, sofern dies nicht in Sichtweite der japanischen Küste geschah. Knapp 56 km östlich von Niijima, an der Küste von Honshū, ortete die Liverpool das Schiff und gab einen Warnschuss vor den Bug der Asama Maru ab, um das Schiff zum Anhalten zu zwingen. Zwölf Männer wurden losgeschickt, um das Schiff nach feindlichen Kombattanten zu durchsuchen. 21 Passagiere, von denen die Briten annahmen, dass es sich um Überlebende des gesunkenen deutschen Schiffes Columbus handelte, wurden festgenommen und an Bord der Liverpool gebracht. Da die Asama Maru später ausgelaufen war und von ihrem erwarteten Kurs abwich, kam die Liverpool viel näher an die japanischen Küste heran als beabsichtigt. Vier Tage nach dem Vorfall wurde Kapitän Watanabe des „Fehlverhaltens“ beschuldigt und unter dem Vorwand der Pensionierung von Nippon Yūsen entlassen. Die japanische Regierung verurteilte die Aktion als Missbrauch des Kriegsrechts, was die Spannungen zwischen den beiden Ländern weiter erhöhte. Um den Streit zu entschärfen, wurde in Verhandlungen die Freilassung von neun Deutschen beschlossen, sofern Japan sich verpflichtete, deutschen Staatsbürgern im wehrfähigen Alter den Zugang zu ihren Schiffen zu verweigern.
Im April wurde die Liverpool zum Flaggschiff der Red Sea Force von Konteradmiral Arthur Murray. Die Red Sea Force sollte bei der Umsetzung der Marinestrategie im Gebiet des Roten Meeres helfen, indem sie eine Reihe von Aufgaben wie Patrouillen und die Durchsetzung der Blockade im Falle eines Krieges mit Italien übernahm. Während ihres Aufenthalts dort eskortierte die Liverpool einen Konvoi, der Kontingente des australischen Militärs zum Suezkanal transportierte.

### Mittelmeer (1940–1941)
Im Juni 1940 wurde die Liverpool ins Mittelmeer beordert. Dort gehörte sie zum 7. Kreuzergeschwader und war damit einer von neun Kreuzern, die kurz nach dem Kriegseintritt des faschistischen Italiens von der Mittelmeerflotte eingesetzt werden konnten. Am 12. Juni stieß sie vor der libyschen Küste erstmals auf italienische Schiffe, als sie zusammen mit der Gloucester und vier Zerstörern Stellungen bei Tobruk beschoss. Die Kreuzer griffen fünf Schiffe an, darunter der veraltete Panzerkreuzer San Giorgio, und versenkten das Minensuchboot Giovanni Berta. Am 28. Juni entdeckte ein britisches Short-Sunderland-Patrouillenflugzeug die drei italienischen Zerstörer Espero, Ostro und Zeffiro westlich von Zante. Das 7. Kreuzergeschwader war im Rahmen der Operation MA.3 zur Unterstützung der langsamen Konvois MF 1 und MS 1 auf See, als es die Nachricht von der Entdeckung der Zerstörer erhielt. Die Besatzung der Sunderland gab keinen Kurs an, aber man nahm an, dass die italienischen Schiffe auf Kythira zusteuerten. Um 16:10 Uhr ließ Vizeadmiral John Tovey nach Norden wenden, um die italienischen Schiffe abzufangen. Die Liverpool sichtete die Italiener um 18:30 Uhr 52 Seemeilen südwestlich von Kap Tenaro und eröffnete drei Minuten später das Feuer. Während des etwa zweistündigen Gefechts traf eine italienische 12,0-cm-Granate die Liverpool 0,91 m über der Wasserlinie, verursachte aber nur geringen Schaden. Am Ende des Gefechts hatte die Besatzung der Liverpool den Inhalt ihrer Munitionskammern fast aufgebraucht und berichtete, dass für jedes Geschütz nur noch 40 Granaten zur Verfügung standen. Die Admiralität kritisierte, dass das Geschwader etwa 5.000 Granaten verbraucht hatte, was Admiral Andrew Cunningham, Oberbefehlshaber der Mittelmeerflotte, auf die Unerfahrenheit des Geschwaders und sein Beharren, den italienischen Kriegsschiffen vor dem Einbruch der Dunkelheit entgegenzutreten. zurückführte.
Während Operation MA.5, die im Juli auf MA.3 folgte, erhielt Admiral Cunningham am 8. Juli Meldungen über eine große Formation italienischer Kriegsschiffe, worauf er den Kurs in Richtung Tarent änderte, um sie abzufangen. Am 9. Juli trafen die Flotten vor Kalabrien aufeinander und es kam zum ersten größeren Gefecht zwischen den alliierten und italienischen Seestreitkräften im Mittelmeerraum. Die Liverpool und die Neptune erwiderten um 15:22 Uhr das Feuer, nachdem die italienischen Kreuzer mit Sperrfeuer aus 22 km Entfernung begonnen hatten. Nach einem anhaltenden Schusswechsel traf das Schlachtschiff Warspite um 16:00 Uhr das italienische Schlachtschiff Giulio Cesare, was die italienische Flotte dazu veranlasste, sich aus dem Gefecht zurückzuziehen. Am 12. Juli wurde die Liverpool auf dem Rückweg nach dem ägyptischen Alexandria von italienischen Flugzeugen angegriffen, wobei drei Menschen getötet bzw. verwundet wurden. Später im Juli begleitete die Liverpool den Konvoi AN.2 von Ägypten auf seinem Weg zu griechischen Häfen in der Ägäis und den südwärts fahrenden Konvoi AS.2 aus der Ägäis. Der letztgenannte Konvoi geriet am 29. Juli unter erheblichen Beschuss durch italienische Flugzeuge, wobei die Liverpool beschädigt wurde, als eine nicht explodierte Bombe zwei Decks durchschlug und den 32-jährigen Stoker First Class Patrick Leslie Harney aus Stalybridge, Cheshire, tötete.
Als die Mediterranean Light Forces im August umstrukturiert wurden, kam die Liverpool zum 3. Kreuzergeschwader, das zusammen mit der Gloucester und dem schweren Kreuzer Kent unter dem Kommando von Konteradmiral Edward de Faye Renouf stand. Am 28. September transportierten die Liverpool und die Gloucester als Teil der Operation MB.5 Verstärkung nach Malta, wobei sie wiederholt unter Luftangriffe der Italiener gerieten. Beide Kreuzer lösten sich später von ihrem Verband und erreichten am 30. September die Insel. Am 8. Oktober stach die Flotte erneut in See, um den Konvoi MF.3 nach Malta und den Konvoi MF.4 nach Alexandria zu unterstützen und gleichzeitig ein Zusammentreffen mit den wichtigsten Einheiten der italienischen Marine herbeizuführen. Obwohl sich dieses Vorhaben Admiral Cunninghams auf ein Gefecht mit italienischen Zerstörern beschränkte, erreichten die Konvois ihr jeweiliges Ziel. Während die Liverpool am 14. Oktober von ihrem Einsatz zurückkehrte, griffen italienische Savoia-Marchetti SM.79 unter dem Kommando von Capitano Massimiliano Erasi das Schiff an und beschädigten es erheblich. Dabei gelangte Treibstoff in das Mannschaftsdeck und wurde dort von einem elektrischen Kurzschluss entzündet. Die anschließende Explosion um 19:20 Uhr beschädigte die Bugstruktur der Liverpool schwer, hüllte das Vorschiff in Flammen und sprengte den leerstehenden A-Turm.
Die Besatzung der Liverpool begann die Rettungsboote zu Wasser zu lassen, während andere Kriegsschiffe am Ort des Geschehens eintrafen. Die Orion, die von den Kreuzern Calcutta und Coventry abgeschirmt wurde, nahm das Schiff in Schlepptau. Die Verluste der Liverpool beliefen sich auf drei Offiziere und 27 getötete Besatzungsmitglieder sowie 35 Verwundete. Kapitän Read wechselte Ende Oktober auf die Ramillies, sein Nachfolger wurde Commander Roger S. Welby. Laut dem Tagebuch des Fähnrichs William Hayes war die Liverpool, wie auch andere Kriegsschiffe in der Nähe, per Radar vor einem bevorstehenden Angriff gewarnt worden, aber der unerfahrene Wachposten meldete dies wegen offensichtlicher Überforderung nicht an seine Vorgesetzten. Nachdem das Schiff notdürftig seetauglich gemacht worden war, fuhr die Liverpool in die Vereinigten Staaten, wo sie in der Mare Island Naval Shipyard reparierten werden sollte. Die Anwesenheit des Schiffes wurde erst im September bekannt gegeben, als das United States Department of the Navy eine Liste mit zwölf Schiffen veröffentlichte, die sich in verschiedenen Häfen befanden. In der Werft wurde die Flugabwehr der Liverpool durch neun einzelne 20-mm-Oerlikon-Kanonen verstärkt. Im November lief sie nach Großbritannien aus, um sich ein verbessertes Radarsystem installieren zu lassen.

### Mittelmeer (1942–1945)
Nach ihrer Rückkehr in den aktiven Dienst wurde die Liverpool dem 18. Kreuzergeschwader in Scapa Flow unterstellt und zur Unterstützung der Nordmeergeleitzüge eingesetzt. Die Bedingungen, denen die alliierten Schiffe während der Konvois ausgesetzt waren, erwiesen sich als extrem: eisiges Wetter, Schneestürme und häufige Angriffe durch Luftwaffe und Kriegsmarine. Die Liverpool kam als Ersatz für den beschädigten Kreuzer Trinidad im europäischen Nordmeer an. Sie schloss sich am 12. April dem Geleitzug QP 10 an, der aus 16 Handelsschiffen und fünf Zerstörern bestand, und begleitete ihn auf seiner Reise von der russischen Halbinsel Kola nach Island. Der Konvoi wurde bis zu seiner Ankunft in Reykjavík am 21. April wiederholt von U-Booten und Flugzeugen angegriffen. Vier Schiffe wurden versenkt und eines wurde beschädigt.
Mitte Mai schloss sich die Liverpool einer Gruppe von Kriegsschiffen an, welche die Trinidad auf ihrer Rückreise nach Großbritannien eskortieren sollte. Der Geleitschutz positionierte sich westlich der Bäreninsel in der Barentssee, um sich mit dem Kreuzer zu treffen. Am 14. Mai geriet die Trinidad wiederholt unter Beschuss und wurde durch Bomben in Brand gesetzt. Die Briten mussten das Schiff evakuieren und am nächsten Tag versenken, als das Feuer unkontrollierbar wurde. Die Liverpool und der Rest von Konteradmiral Burroughs Gruppe gerieten auf der Rückfahrt selbst unter Beschuss. Am 25. Mai begann die Liverpool mit der Eskortierung von Geleitzug PQ 16, einem Konvoi von 35 Handelsschiffen auf dem Weg nach Murmansk, dem größten Konvoi, der bisher zur Unterstützung der Sowjetunion unternommen wurde. PQ 16 hatte beträchtlichen Schutz, darunter die leichten und schweren Kreuzer Nigeria, Kent und Norfolk sowie zahlreiche Zerstörer und U-Boote, wobei die Homefleet aus der Ferne Deckung bot. Der Konvoi geriet unweigerlich unter Beschuss, beginnend mit einem Einsatz am 25. Mai, bei dem der Frachter Carlton beschädigt wurde. Anhaltende Angriffe von U-Booten und mindestens 242 deutschen Flugzeugen führten am 26. und 27. Mai zur Versenkung von insgesamt sieben Schiffen. Am 26. Mai wechselte die Kreuzer-Eskorte zum zurückkehrenden Konvoi QP 12.
Im Juni kehrte die Liverpool ins Mittelmeer zurück, um an der Operation Harpoon teilzunehmen, die Teil der Malta-Konvois war. Während sie der Force W zugeteilt war, um den Konvoi WS.19 am 14. Juni zu decken, wurden die Liverpool und der Konvoi von mindestens 38 Flugzeugen der Achsenmächte angegriffen. Sie beschädigten die Liverpool und versenkten den niederländischen Frachter Tanimbar, wodurch der Konvoi letztlich keine direkte Kreuzereskorte mehr hatte, da die Kenya und die Charybdis die Flugzeugträger der Force W deckten, als italienische Schiffe die verbliebenen Frachtschiffe und Zerstörer angriffen. Der Einschlag des Torpedos, der die Liverpool an Steuerbord auf Höhe des Maschinenraums traf, führte dazu, dass der Kreuzer teilweise überflutet wurde und dadurch die Maschinen und die Ruderanlage ausfielen. Die jetzt nur noch mit 4 Knoten (7,4 km/h) fahrende Liverpool musste vom Zerstörer Antelope in den Schlepp genommen werden. Für den Rest des Tages konzentrierten sich die italienischen Flugzeuge vermehrt auf die beschädigte Liverpool als auf den Konvoi. Vor der Ankunft in Gibraltar am 17. Juni geriet die Gruppe unter einen weiteren Luftangriff und die Liverpool erlitt durch Beinahezusammenstöße zusätzlichen Schaden. Im Logbuch des Schiffes wurden die Verluste mit 15 Toten und 22 Verwundeten angegeben.
In Gibraltar wurde die Liverpool behelfsmäßig repariert und kehrte im August nach Großbritannien zurück. Obwohl die Reparaturen in Rosyth im Juli 1943 abgeschlossen waren, wurde der Liverpool bis Ende 1945 keine ausreichende Besatzung zugewiesen. In Rosyth wurde die Liverpool einer längeren Umrüstungs- und Wartungsphase unterzogen. Im Zuge der Umrüstung wurde die Radaranlage der Liverpool aufgerüstet, der „X“-Turm und das Flugzeugkatapult entfernt und die Defensivbewaffnung des Kreuzers vergrößert (darunter auch auf 28 40-mm-L/39-„Pom-Pom“ in sechs Vierfach- und vier Einzellafetten, sieben 40-mm-Bofors-Geschütze in Einzellafetten und fünf 20-mm-Oerlikon-Kanonen).

### Nachkriegszeit (1945–1958)
Im Oktober 1945 kehrte die Liverpool in den Dienst zurück und schloss sich dem 15. Kreuzergeschwader der Mittelmeerflotte an, in dem sie hauptsächlich als Flaggschiff diente. Im Oktober 1946 wurde der Besuch der Liverpool in Griechenland durch den Korfu-Kanal-Zwischenfall unterbrochen, bei dem die Zerstörer Saumarez und Volage versenkt wurden. Mit Admiral Algernon Willis an Bord fuhr das Schiff daraufhin nach Korfu und nahm dort den verwundeten Kapitän der Saumarez auf. Im April 1948 transportierte der Kreuzer olympische Fackeln und ähnliche Gegenstände zur Vorbereitung des feierlichen Auftakts der Olympischen Sommerspiele in London.
Am 22. Januar 1950 empfing die Liverpool im Hafen von Alexandria König Faruq von Ägypten. Der Kreuzer gab einen Salut mit 21 Kanonen ab. Farouk traf Vizeadmiral Louis Mountbatten und den ägyptischen Botschafter und äußerte später seine „Freude über den Besuch und die Erneuerung meiner Bekanntschaft mit der Royal Navy“. Im September 1951 besuchte die Liverpool als Flaggschiff von Admiral John Edelsten als erstes britisches Kriegsschiff der Nachkriegszeit Jugoslawien und wurde in der Stadt Split von Marschall Josip Broz Tito inspiziert. Es war der erste offizielle Besuch der Royal Navy in diesem Land seit zwölf Jahren.
Nach der Aufhebung des anglo-ägyptischen Vertrags im Oktober 1951 entsandte die Royal Navy Schiffe nach Port Said, nachdem die Hafenarbeiter aus Protest gegen die britische Verwaltung der Suezkanalzone einen Streik ausgerufen hatten. Die Kreuzer Gambia und Liverpool übernahmen nacheinander die Zuständigkeit für den Hafenbetrieb, indem sie Männer als Ersatz für die fehlenden Arbeiter bereitstellten und Angriffe der Guerilla auf die Anlagen abwehrten. Im Januar beschuldigten ägyptische Medien die Mannschaft der Liverpool, während eines Gefechts mit Guerillas in den Hafen geschossen zu haben, was das britische Militär vehement bestritt und auf eine Fehlinformation zurückführte.
Nach ihrer Außerdienststellung im Jahr 1952 wurde die Liverpool in der Marinewerft von Portsmouth in die Reserve überführt. Dort wurde das Schiff vom „Senior Officer, Reserve Fleet“ und seinem Personal genutzt. Es wurden umfassende Pläne für die Modernisierung der Liverpool ausgearbeitet. Die Kreuzer der Town-Klasse wurden als geeignet für die Montage von drei der neuen 152-mm-L/50-Geschütze Mark N5 eingestuft, während die kleineren Kreuzer der Fiji- und Minotaur-Klasse nur zwei Geschütze aufnehmen konnten. Die Belfast und die Liverpool, die beiden größten Kreuzer der Town-Klasse, galten in den frühen 1950er-Jahren als vorrangig zu modernisierende Schiffe und waren zusammen mit den Kreuzern der Minotaur-Klasse, der Superb und der Swiftsure die einzigen Kreuzer aus der Kriegszeit, für die ein vollständiger Schiffsplan zur Modernisierung mit Waffensystemen für die Nachkriegszeit erstellt wurde. Die schrittweise Rationalisierung der Royal Navy begann jedoch in den 1950er-Jahren im Rahmen von Duncan Sandys’ 1957 Defence White Paper und die Reserve von mindestens 551 Schiffen wurde abgeschafft. Mit der vollständigen Außerdienststellung der Kreuzer aus Kriegszeiten in den 1960er-Jahren wurden die Aufgaben der Liverpool und ihrer Schwesterschiffe durch die Lenkwaffenzerstörer der County-Klasse und die drei Kreuzer der Tiger-Klasse ersetzt. Schließlich wurde die Liverpool nach 20 Jahren in Dienst nach Bo’ness in Schottland verkauft, wo sie im Juli 1958 abgewrackt wurde.

## Technik
Die Leichten Kreuzer der Town-Klasse wurden als Gegenentwurf zu den japanischen Kreuzern der Mogami-Klasse entworfen, die in den frühen 1930er-Jahren gebaut wurden. Die Liverpool gehörte zu einer Baureihe von drei Schiffen, die mit den stärksten Maschinen ausgestattet wurden und zusätzlich über die größte Breite aller Kreuzer der Royal Navy nach 1927 verfügten. Dies diente dazu, die Geschwindigkeit und Stabilität trotz des Gewichts einer weiteren Deckspanzerung sowie eines zweiten Niedrigwinkel-Zielrechners zu gewährleisten. Das Schiff hatte eine Gesamtlänge von 180,10 m, eine Breite von 19,80 m und einen Tiefgang von 6,30 m. Die Verdrängung lag zwischen 9.545 t und 12.120 t.

### Antrieb
Die Liverpool war mit vier Parsons-Dampfturbinensätzen ausgestattet, die jeweils eine Welle antrieben und insgesamt 82.500 PS (61.500 kW) entwickelten, mit der sie eine Höchstgeschwindigkeit von 32,3 Knoten (59,8 km/h) erreichte. Der Dampf wurde von vier Admiralty-Trommelkesseln geliefert. Das Schiff konnte maximal 2.108 t Heizöl mitführen, was ihr bei 14 Knoten (26 km/h) eine Reichweite von 6.000 Seemeilen (11.110 km) ermöglichte. Die Besatzung des Schiffes bestand aus 800 bis 850 Offizieren und Mannschaften.

### Bewaffnung
Die Hauptbewaffnung der Liverpool bestand aus zwölf 152-mm-Kanonen in vier Dreifach-Geschütztürmen, die von vorne nach hinten mit „A“, „B“, „X“ und „Y“ bezeichnet wurden. Ihre Sekundärbewaffnung bestand aus acht 102-mm-Geschützen in Zwillingslafetten, die sowohl für Luft auch für Bodenziele eingesetzt wurden. Ihre leichte Flugabwehr bestand aus 40-mm-Kanonen in Vierfachlafetten und 12,7-mm-Vickers-Maschinengewehren in zwei Vierfachlafetten. Das Schiff verfügte außerdem über zwei Dreifach-Lafetten für 533-mm-Torpedos. Zudem besaß die Liverpool ein Flugzeugkatapult mit drei Supermarine Walrus.

### Panzerung
Dem Schiff fehlte ein Panzergürtel über die gesamte Länge der Wasserlinie. Die Seiten der Kessel- und Maschinenräume der Liverpool sowie die Seiten der Magazine waren mit einer Panzerung von 114 mm geschützt. Die Oberseite der Magazine und die Maschinenräume waren mit einer Panzerung von 51 mm geschützt. Die Panzerung der Hauptgeschütztürme hatte eine Stärke zwischen 51 mm und 102 mm.

### Feuerleitanlage, Sensoren, Stromversorgung
Die Hauptbewaffnung wurde durch einen DCT (director control tower) an der Spitze der offenen Brücke gelenkt. Der DCT bestand aus einer Besatzung von 14 Mann plus drei Offizieren und war mit einem gyrostabilisierten Teleskop und einem FM6-5-m-Duplex-Entfernungsmesser ausgestattet. Für die Sekundärbewaffnung stand ein HACS (High Angle Control System) zur Verfügung. Das HACS bestand aus einem HADT (High Angle Director Tower) mit einer Besatzung von vier Mann plus Offizier und einem HACP (High Angle Calculating Position) mit einer Besatzung von zehn Mann plus Offizier. Die Liverpool hatte ein Typ-273-Radar zur Bodenwarnung, ein Typ-281-Radar für die Luftverteidigung sowie ein Typ-284-Feuerleitradar für die Hauptbewaffnung und ein Typ-285-Feuerleitradar für die Sekundärbewaffnung.
Das Schiff wurde mit Strom aus zwei dampfbetriebenen Turbogeneratoren und zwei Dieselgeneratoren versorgt, die jeweils 300 kW erzeugten, so dass sich eine Gesamtleistung von 1.200 kW ergab.